# Loris Azzaro
Pour les articles homonymes, voir Azzaro.
Loris Azzaro, né le 9 février 1933 à Tunis et mort le 20 novembre 2003 à Saint-Cloud, est un couturier et parfumeur franco-italien. Il est le fondateur de la maison Azzaro.

## Biographie
Il né dans une famille modeste, d'une mère toscane, originaire de San Gimignano et d'un père sicilien, de l'île Flavignana, il passe son enfance en Tunisie où il dessine déjà des tenues pour sa mère. Il s’imagine à la fois architecte ou artiste. Durant son enfance à Tunis, il rencontrera Jean-Paul Solal, qui était un voisin, les deux hommes resteront très proches. Il s'installe ensuite à Toulouse, où il suit des études à la faculté de lettres. C'est à Toulouse, en 1957, qu'il rencontrera celle qui deviendra sa femme, Michelle Carsy, elle est de 4 ans sa cadette. Après avoir obtenu sa licence de lettres modernes il enseigne le français et l'italien dans plusieurs collèges tunisiens. 
En 1962, il s'installe à Paris et fabrique pour sa femme, alors mannequin pour la boutique de prêt-à-porter Stevens dirigée par Louis Féraud et Jacques Esterel, des bijoux fantaisie à la place des joyaux qu’elle convoite en vitrine. Il se fait remarquer par les sœurs Carita lui en commande d’autres. Dans la foulée, il imagine des sacs en perles et d’éclatants mini-tops en lurex. Mais ce n'est que trois ans plus tard qu'il crée sa première entreprise d'accessoires de mode. En 1966 ils ouvrent un petit atelier au 3ème étage du 8, rue de la Chaussée d'Antin, avec deux ouvrières. Sa femme Michelle est à l'origine de la création de la SARL Loris Azzaro en 1967, elle la dirigera toute sa vie. La même année, ils ouvrent leur premier point de vente aux Arcades des Champs-Élysées, entre deux vitrines de Dorothée Bis. Au salon du Prêt-à-porter, organisé au Grand Hôtel, il présente sous sa griffe huit tenues spectaculaires. On affirme[style à revoir] qu’il veut « faire des robes que les femmes mettent et que les hommes leur arrachent ».
Il aura suffi d’une robe, en couverture de Elle avec Cheryl Tiegs le 16 décembre 1968, pour faire reconnaitre le styliste Loris Azzaro. Une robe blanche et décolletée, dont les bonnets du corsage sont montés sur des anneaux argentés, gansés sur une jupe courte et évasée. Le styliste, qui dessinait des collections féminines, était reconnu par son glamour qui sublimait le corps de la femme. Ce succès le mènera à l'ouverture d'une ligne couture.
1969, sonne l'ouverture de la première boutique à Rome, via Borgognona, un an plus tard, la boutique de Saint-Tropez est inaugurée, et habille Brigitte Bardot. En novembre 1970, le transfert de sa maison de couture au 65 rue du Faubourg-Saint-Honoré attire aussitôt les plus belles femmes du moment : Romy Schneider, Isabelle Adjani, Dalida, Sheila, Claudia Cardinale et Jane Birkin deviennent des habituées, Sophia Loren, Raquel Welch et Claude Pompidou, la princesse Grace, Ira de Furstenberg, comptent aussi parmi ses clientes.. Il déclare : « Quand une femme a trouvé son style, elle devrait s’y tenir. On n'est pas belle par hasard. On oublie trop souvent que c’est la robe qui doit servir la femme et non le contraire. ». Il propose alors des modèles fluides et colorés, les robes fourreaux, les bustiers drapés ainsi que la transparence deviennent les codes principaux du style Azzaro. 
Dans les années 1970, Loris Azzaro impose ses jerseys de soie, ses drapés. Il invente[réf. nécessaire] des robes en maille lurex et chaînettes pour Tina Turner (scène) et Liza Minnelli (dans le film Cabaret). Même faste dans sa vie quotidienne : arrivées en Rolls décapotable, appartements au luxe inouï, pour des soirées drainant toute la jet set. Marisa Berenson devient son égérie et pose pour Vogue dans son appartement hollywoodien de 1 500 m2 décoré par Alberto Pinto. 
Sa profession de foi traverse deux décennies. Alors que la mode impose d’autres diktats, Azzaro garde sa clientèle de fidèles attachées à son élégance intemporelle. De l’autre côté de l’Atlantique, les stars de Hollywood tombent sous l’emprise de ses drapés. Nicole Kidman, Liz Hurley et Sharon Stone enfièvrent les tapis rouges dans des tenues qui attirent tous les flashs.  
À l'aube des années 1980, il lance une ligne de prêt-à-porter industriel haut de gamme, « Azzaro Ville » géré par un certain M. Attias. Cette ligne de diffusion s'appuie sur des dizaines de licences. Au même moment Beatrice Azzaro, première fille du couturier, prends les rênes de la ligne « Loris Azzaro lingerie », puis de « Azzaro B ». Durant cette période, la maison enregistre un chiffre d'affaires global de 120 millions de francs,.   
Loris Azzaro n'avait pas la volonté de construire un empire financier à son nom, il dira : « Vous savez, la fringue, ça ne m'excite pas tellement, j'aurais voulu devenir musicien. Quant aux licences, j'ai mon idée sur la question, un soir à un cocktail chez Cardin, mon voisin me proposa un chocolat Pierre Cardin, j'ai décliné son offre en lui précisant que je mangerais des chocolats Cardin le jour où je porterais des cravates Olida… »
En 1984, il dessine les robes pour la pièce de théâtre Le Bluffeur de Marc Camoletti. 
En 1988, François Mitterrand le fait chevalier de la Légion d'honneur. 
1992, est l'année du lancement de deux lignes bis, une de prêt-à-porter distribuée au Japon, et le lancement d'une licence de prêt-à-porter masculin, dont 10 % sont détenus par les parfums Azzaro. 
Loris Azzaro meurt d'un cancer le 20 novembre 2003 à Paris à l'âge de 70 ans. 
Vanessa Seward reprend la direction artistique de la maison dès novembre 2003 ; elle y reste huit ans. Mathilde Castello Branco lui succède, puis le duo Arnaud Maillard et Alvaro Castejon, Maxime Simoëns, et enfin Olivier Theyskens à partir de 2020.  
En 2006, la marque est achetée par le groupe Reig Capital.

## Les parfums
- 1975 : Azzaro (devenu Azzaro Couture), directement inspiré des créations couture d'Azzaro (les robes ajourées de cercles)[3].
- 1978 : Azzaro pour Homme[3].
- 1984 : Azzaro 9, composé d'un bouquet de 9 fleurs jaunes et blanches[3]. Le 9 est le chiffre talisman du couturier.[réf. nécessaire]
- 1985 : Acteur
- 1993 : OhLala
- 1995 : Eau Belle, parfum pour femmes[3].
- 1996 : Chrome, l'un des plus grands succès de la maison Azzaro[3].
- 1999 : Azzura[11].
- 2000, 2001, 2002 : Saga Azzaro Collection avec dans l'ordre Pure Vetiver, Pure Lavender et Pure Cedrat, qui voit suivre la même année Orange Tonic.
- 2003 : Visit for Men
- 2004 : Visit for Woman et Chrome Silver Blue Edition
- 2005 : Pink Tonic
- 2009 : Élixir pour homme
- 2010 : Chrome Sport
- 2011 : L'Eau d'Azzaro pour Homme
- 2011 : Décibel
- 2012 : Azzaro pour Homme Night Time
- 2013 : Summer Edition Azzaro pour Homme Summer Edition  et Chrome Edition
- 2016 : Wanted (élaboré par Fabrice Pellegrin)

L'exploitation des parfums a été confiée à Clarins Fragrance Groupe.
Chiffre d'affaires 2017 : 78 214 600 €
Résultat 2017 : 2 891 700 €
Effectif 2017 : 66
Le 2 juillet 2019 l'Oréal Luxe annonce son intention de racheter les parfums Azzaro à Clarins.